# 佐味伊与麻呂
佐味 伊与麻呂（さみ の いよまろ、生没年不詳）は、奈良時代の貴族。姓は朝臣。官位は従五位下・豊前守。

## 経歴
孝謙朝末の天平宝字5年（761年）従五位下に叙爵する。
淳仁朝では授刀大尉を務め、天平宝字6年（762年）左右京尹・藤原訓儒麻呂、文部大輔・中臣清麻呂、右勇士率・上道正道らとともに中宮院（淳仁天皇の御在所）に侍し、勅旨の宣布・伝達を命じられている。なお、この時の4人のうち、中臣清麻呂を除く3人は藤原仲麻呂派の貴族である。
天平宝字8年（764年）正月に豊前守に任じられるが、同年8月に発生した藤原仲麻呂の乱における動勢は不明。なお、天平神護2年（766年）3月になって豊前守は海上清水が任ぜられている。

## 官歴
『続日本紀』による。
- 時期不詳：正六位上
- 天平宝字5年（761年） 正月2日：従五位下
- 天平宝字6年（762年） 8月11日：見授刀大尉
- 天平宝字8年（764年） 正月21日：豊前守
- 天平神護2年（766年） 3月26日：止豊前守?